# حمامى
الحُمَامَى (باللاتينية: Erythema) هو احمرار في الجلد ناتج عن زيادة تدفق الدم إلى الشعيرات الدموية في الطبقات السفلى من النسيج الجلدي.
أسباب حصول الحمامى كثيرة منها الإصابة بالجلد، وحدوث عدوى أو التهاب بالمنطقة.أيضا يمكن حصول الحمامى بدون سبب مرضي كاحمرار الوجه عند الخجل أو العصبية.

## التشخيص
حين لمس المنطقة المصابة بالحمامى بالاصبع بقوه تختفي اثارها. اما النزف، والتبقع غامق اللون الذي لا يختفي بالضغط على الجلد ليس من أعراض الحمامى. ارتفاع درجة الحرارة في المنطقة المحمرة أيضا ليس من اعراض الحمامى ولكن يمكن حصول ذلك إذا حصل تمدد الشرايين في الطبقات السفلى للجلد.

## أسباب الإصابة
أسباب الإصابة بالحمامى متعددة منها: الالتهاب، التدليك للمنطقة المصابة، العلاج الكهربائي، استعمال ادوية حب الشباب، الحساسية، ممارسة الرياضة، حروق الشمس، متلازمة الإشعاع الحادة، أو إزالة الشعر الزائد في الجسم بالشمع والنتف.
أي من هذه الأسباب قد يؤدي إلى زيادة تدفق الدم إلى الشعيرات الدموية مسببا الاحمرار في الجلد المسمى بالحمامى. الحمامى يصنف كأحد الأعراض الجانبية الناتجة عن العلاج الإشعاعي.
من أحد أسباب حدوث الحمامى حول الفم هو التسمم الناتج عن ابتلاع نبات التفلة

## اقرأ أيضًا
- حمامى عقدة
- المرض الخامس
- حمامى متعددة الأشكال

## وصلات خارجية
- UM